# М'ясовська
М'я́совська (рос. Мясовская) — присілок у складі Лузького району Кіровської області, Росія. Входить до складу Папуловського сільського поселення.
Населення становить 19 осіб (2010, 35 у 2002).
Національний склад станом на 2002 рік — росіяни 97 %.